# ماركوس رييس
ماركوس رييس (بالإسبانية: Marcos Reyes)‏ مواليد 24 نوفمبر 1987 في شيواوا، المكسيك، هو ملاكم محترف مكسيكي يصنف ضمن فئة الوزن المتوسط.

## إحصائيات
خاض خلال مسيرته 36 نزالا، فاز في 33 ولم يتعادل وخسر في 3. فاز بالضربة القاضية في 22 نزالا.

## روابط خارجية
- ماركوس رييس على موقع بوكس ريك (الإنجليزية) (registration required)